# روجر سنايبس
روجر سنايبس (بالإنجليزية: Roger Snipes)‏ (من مواليد 5 فبراير 1979) هو لاعب كمال أجسام بريطاني، وعارض لياقة بدنية، ومنافس لياقة بدنية، ومدرب لياقة بدنية.

## حياته
ولد سنايبس في مستشفى نورث ميدلسكس بإدمونتون ونشأ في منطقة توتنهام بمدينة لندن. لقد كان رياضيًا رياضيًا في صغره، حيث تنافس في العديد من أحداث المضمار في ملاعب مختلفة في جميع أنحاء لندن وكان جزءًا من مجموعة رياضية تسمى الاشتراكيين الشباب.